# Illinois State Capitol
Das Illinois State Capitol steht in Springfield, Sangamon County, Illinois, Vereinigte Staaten.
Im Capitol tagt der Kongress von Illinois. Er besteht aus zwei Kammern.
- Repräsentantenhaus von Illinois (118 Mitglieder)
- Senat von Illinois (59 Mitglieder)

## Das heutige Gebäude
Das heutige, sechste Illinois State Capitol wurde zwischen 1868 und 1888 erbaut. Die Baukosten betrugen 4.500.000 US-Dollar. Das Gebäude erhielt einen kreuzförmigen Grundriss. In der Breite misst es 81,70 m, in der Länge 116 m. Über der Vierung erhebt sich der zinkgedeckte zentrale Kuppelturm. Mit einer Höhe von 110 m ist es das höchste State Capitol, das kein Hochhaus ist, und überragt sogar das Kapitol in Washington, D.C. (88 m). Eine Richtlinie der Stadt Springfield besagt, dass kein Gebäude der Stadt höher sein darf, als das State Capitol.

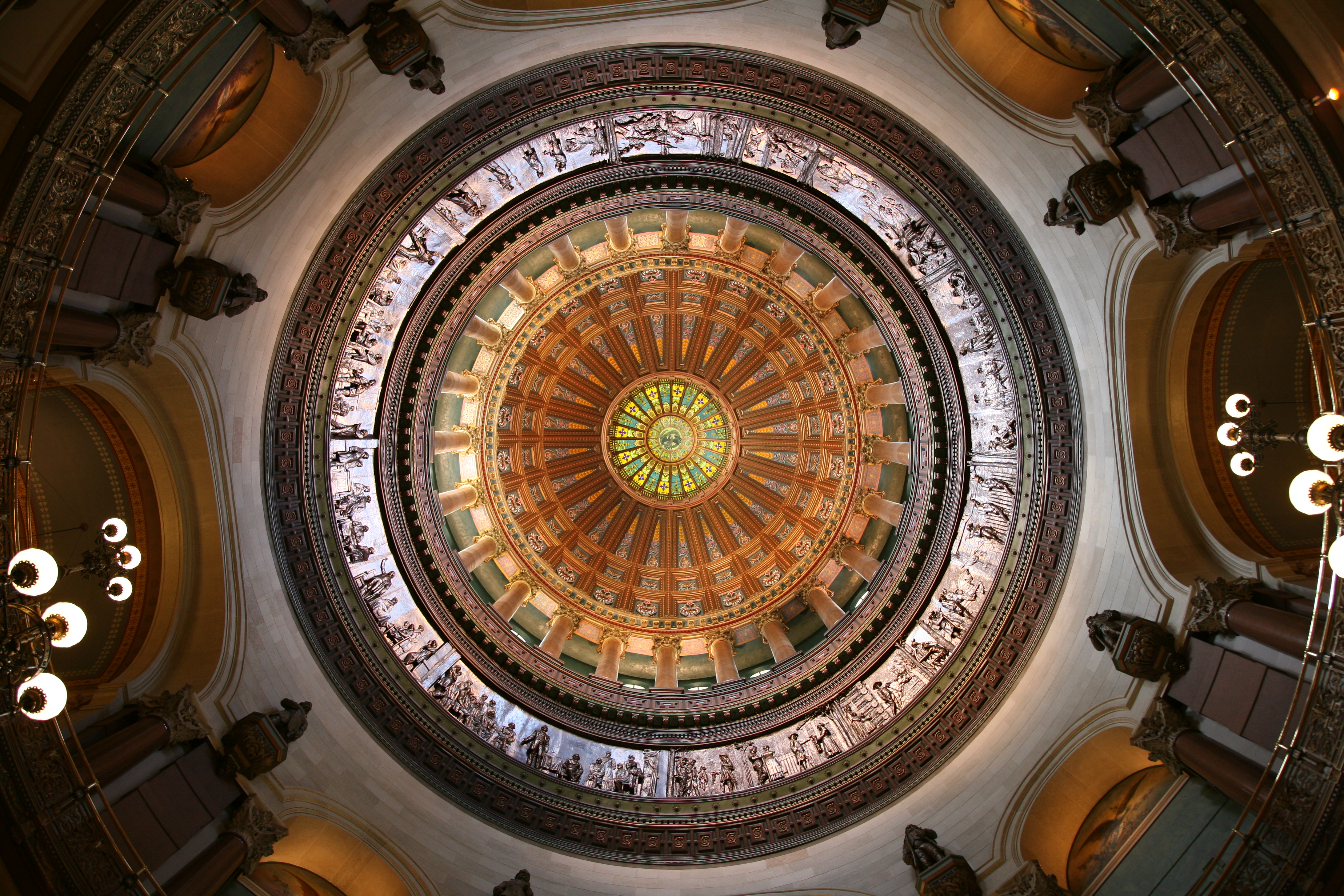
Blick in die Kuppel

Das Innere der Kuppel ziert an der Basis ein Fries, das die Geschichte Illinois’ abbildet. Es besteht aus Gips, der Anstrich lässt es jedoch wie Bronze wirken. Das bleiverglaste Oberlicht ziert das historische Siegel von Illinois. Beim Bau wurde eine zukünftige Installation von Aufzügen berücksichtigt.
In der umgebenden Grünanlage befinden sich mehrere Denkmäler, u. a. für Abraham Lincoln, der an der Verlegung der Hauptstadt nach Springfield beteiligt war, eine Replik der Liberty Bell und je eins für Polizisten, Arbeiter und Feuerwehrleute, die im Dienst umgekommen sind.

## Vorgängerbauten

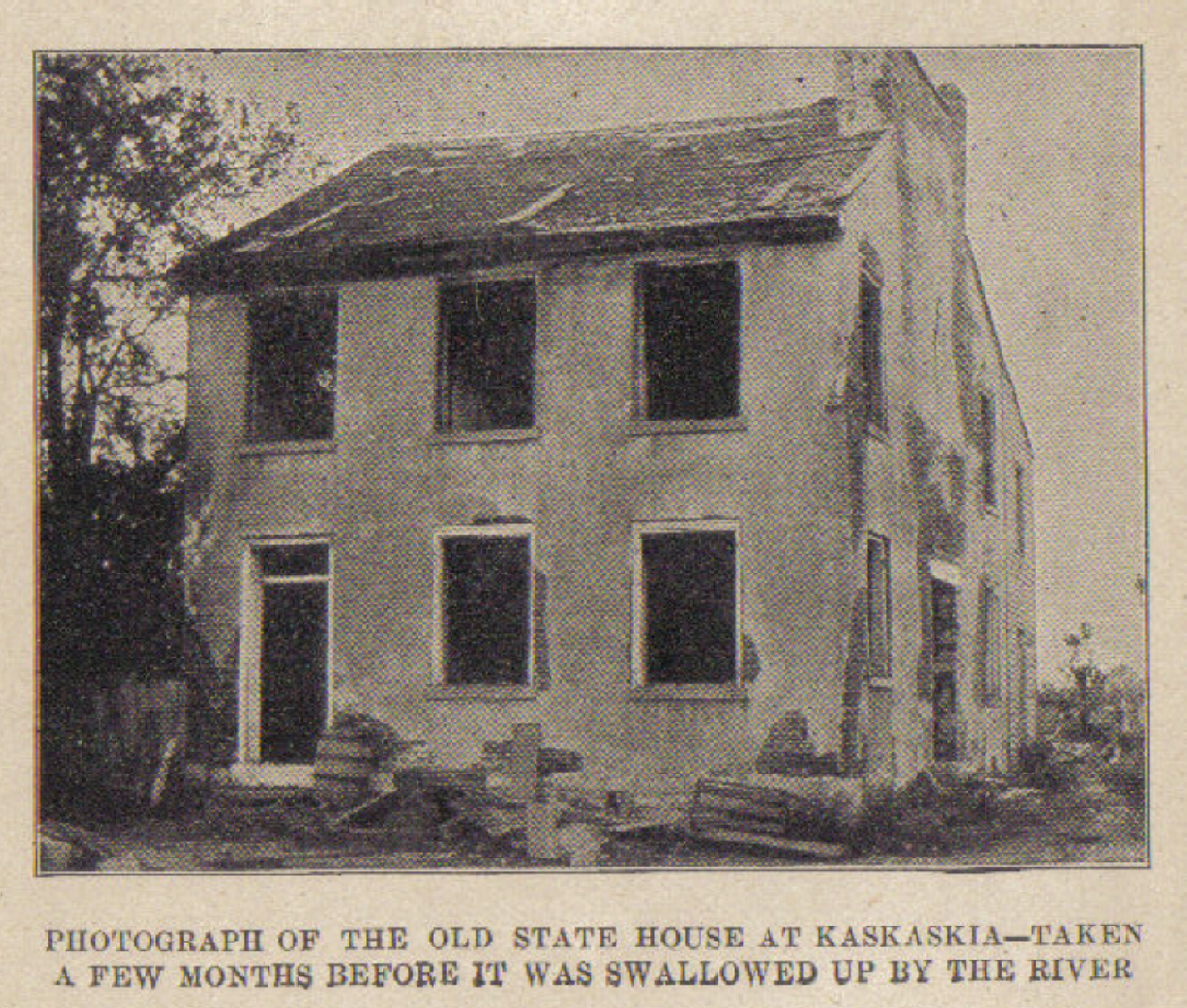
Das erste State Capitol in Kaskaskia

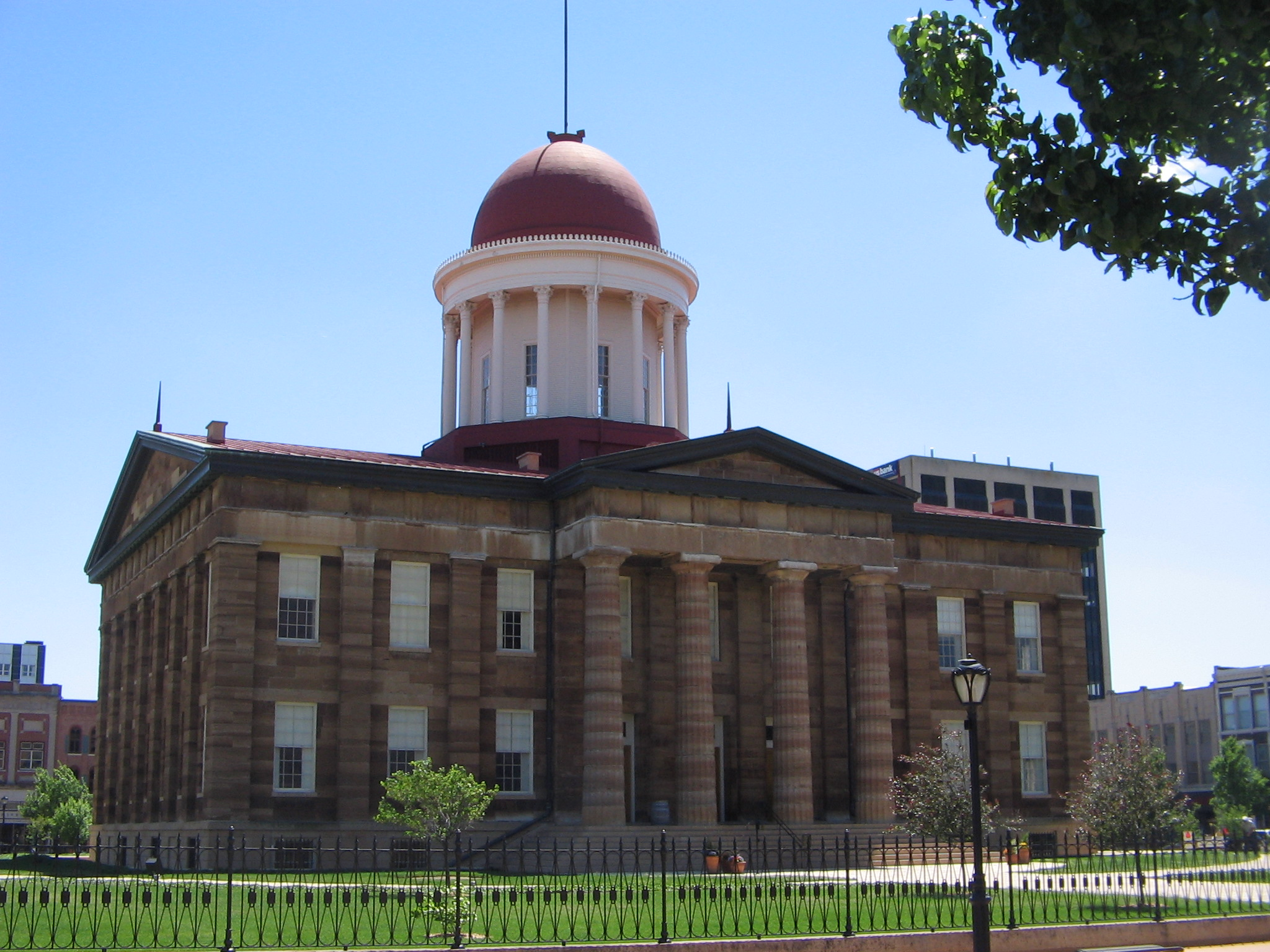
Das Old State Capitol in Springfield

Das heutige State Capitol ist bereits das sechste seit der Gründung des Staates bzw. des Territoriums Illinois. Das erste befand sich in Kaskaskia, einem 1703 von französischen Pelzhändlern gegründeten Dorf am Mississippi. Mit der Gründung des Illinois-Territoriums 1809 bezog die Regierung ein einfaches zweistöckiges Haus zur Miete. Ein Großteil der Siedlung fiel 1844 dem Mississippi-Hochwasser zum Opfer, bevor sie schließlich 1881 komplett vom Fluss weggeschwemmt wurde.
1818 wurde Illinois als 21. Staat in die Union aufgenommen. Kaskaskia lag weit im Süden des Staates, an der Grenze zum damaligen Missouri-Territorium. Man wollte die Hauptstadt jedoch weiter ins Landesinnere verlegen. Etwa 130 km nordöstlich von Kaskaskia wurde schließlich 1819 die neue Hauptstadt Vandalia gegründet und mit der Fertigstellung des neuen State Capitols wurde sie 1820 Sitz der Regierung. Nach einem Brand 1823 wurde bis 1824 das nunmehr dritte Illinois State Capitol errichtet.
Kurz nach dessen Fertigstellung wurden erneut Rufe nach einer Verlegung der Hauptstadt laut. Eine Abstimmung brachte kein eindeutiges Ergebnis. Erst 1836 setzten sich ein paar junge Juristen, unter ihnen Abraham Lincoln für die Verlegung der Hauptstadt nach Springfield ein. Um den Status als Hauptstadt beizubehalten, ersetzte man in Vandalia das dritte durch ein neues, viertes State Capitol – vergebens. Im Februar 1837 stimmte man trotz aller Bemühungen für die Verlegung der Hauptstadt nach Springfield. Von den insgesamt sechs State Capitols des Staates Illinois ist Vandalia State House das älteste erhaltene und wurde 1985 in den National Register of Historic Places aufgenommen.
In Springfield errichtete man bis 1840 das heute als Old State Capitol bekannte fünfte State Capitol, welches bis 1876 als solches, darauf bis 1969 als Gerichtsgebäude und heute schließlich als Museum dient.